# Жилоа
Жилоа (фр. Gillois) насеље је и општина у источној Француској у региону Франш-Конте, у департману Јура која припада префектури Лон ле Соније.
По подацима из 2011. године у општини је живело 133 становника, а густина насељености је износила 13,78 становника/km². Општина се простире на површини од 9,65 km². Налази се на средњој надморској висини од 823 метара (максималној 957 m, а минималној 690 m).

## Демографија
| 1962. | 1968. | 1975. | 1982. | 1990. | 1999. | 2011. |
| ----- | ----- | ----- | ----- | ----- | ----- | ----- |
| 100   | 141   | 127   | 130   | 115   | 119   | 133   |

График промене броја становника у току последњих година